# Mesitiinae
Mesitiinae es una subfamilia de insectos perteneciente a la familia Bethylidae.

## Géneros
- Anaylax Móczár, 1970
- Bradepyris Kieffer, 1905
- Clytrovorus Nagy, 1972
- Codorcas Nagy, 1972
- Heterocoelia Dahlbom, 1854
- Incertosulcus Móczár, 1970
- Mesitius Spinola, 1851
- Metrionotus Móczár, 1970
- Parvoculus Móczár, 1970
- Pilomesitius Móczár, 1970
- Pseudomesitius Duchaussoy, 1916
- Pycnomesitius Móczár, 1971
- Sulcomesitius Móczár, 1970